# Steve Waugh
Stephen Waugh (Sídney, 2 de junio de 1965) es un exjugador de críquet australiano. El 3 de febrero de 2009, Waugh se convirtió en el trigésimo jugador de críquet en ingresar al Salón de la Fama del Críquet de Australia. En 2001, la junta de cricket de Australia le otorgó la Medalla Allan Border. Fue nombrado Australiano del Año en 2004 por su trabajo filantrópico y fue incluido en el Salón de la Fama del Críquet de la ICC en el Sydney Cricket Ground en enero de 2010.

## Carrera profesional
En diciembre de 1985, Waugh hizo su debut en Test Cricket para Australia contra India. En enero de 1986, debutó en One Day International contra Nueva Zelanda en Melbourne. Waugh comenzó la temporada australiana 1995–96 clasificado como el mejor bateador de Test Cricket del mundo. Waugh, fue capitán del equipo australiano de críquet que ganó la Copa del Mundo de 1999. A los 36 años, ganó la Medalla Allan Border como el mejor jugador de Australia de 2001. Finalmente se retiró al final de la serie 2003-04 contra India.
Waugh es el jugador de prueba con más partidos de Australia con 168 partidos y fue capitán del equipo entre 1999 y 2004. Sucedió a Mark Taylor como patrón australiano y entregó las riendas al actual capitán Ricky Ponting. Waugh anotó 10.927 carreras con 32 centurias, 50 medias centurias y una media de 51,06. Logró su puntaje más alto de 200 contra las Indias Occidentales en Kingston en abril de 1995. Waugh ocupa el cuarto lugar en la lista de anotadores de carreras de Test Cricket de todos los tiempos, detrás de Sachin Tendulkar (12,429), Brian Lara (11,953) y Allan Border (11,174).